# Peromyscus difficilis
Peromyscus difficilis är en däggdjursart som först beskrevs av J. A. Allen 1891.  Peromyscus difficilis ingår i släktet hjortråttor, och familjen hamsterartade gnagare. IUCN kategoriserar arten globalt som livskraftig.
Inga underarter finns listade i Catalogue of Life. Andra avhandlingar skiljer upp till 5 underarter.
Denna hjortråtta blir med svans 180 till 260 mm lång, svanslängden är 91 till 145 mm, bakfötterna är 22 till 28 mm långa och öronen 17 till 28 mm långa. Ovansidan är täckt av ockra till svartaktig päls med flera ljusare streck och på undersidan förekommer svarta hår med silverfärgade spetsar eller vita hår. Kännetecknande är en svart ring kring ögonen. Med en vikt av 28 till 43 g är Peromyscus difficilis en medelstor hjortråtta. Svansen har en mörk ovansida och en ljusare undersida.
Peromyscus difficilis har mörkare päls än Peromyscus nasutus och inte lika gulaktig päls som Peromyscus melanophrys. Jämförd med andra hjortråttor som delvis lever i samma region (Peromyscus nasutus, Peromyscus bullatus, Peromyscus gratus, Peromyscus maniculatus, Peromyscus melanotis) är Peromyscus difficilis i genomsnitt större. Enda undantaget är Peromyscus melanophrys.
Arten förekommer i Mexikos centrala delar med undantag av en region i landets norra del. Den lever i bergstrakter och på högplatå som ligger 1200 till 3700 meter över havet. Habitatet utgörs av torra skogar med barrväxter och ekar, av buskskogar och av gräsmarker. Denna gnagare är känslig för landskapsförändringar.
Djuret har i varje käkhalva en framtand, ingen hörntand, ingen premolar och tre molarer, alltså 16 tänder. Individerna går på marken och klättrar i växtligheten. De äter frön, kaktusfrukter (bland annat av opuntiasläktet) och insekter. Honor har upp till tre kullar mellan juni och december. Ibland är fortplantningstiden längre.